# 汤池镇 (大石桥市)
汤池镇，是中华人民共和国辽宁省营口市大石桥市下辖的一个乡镇级行政单位。

## 行政区划
汤池镇下辖以下地区：
前汤池村、此老沟村、二道岭村、卧牛石村、英守沟村、塔峪沟村、北汤池村、三元井村、望厂口村、羊草沟村、黄土岭村、二道河村、金家新村、刘家沟村、下汤池村、祝家沟村、茨沟村、西苇子峪村、东苇峪村、椴木沟村、高士沟村和三家子村。